# Marian Wolfgang Koller
Marian Wolfgang Koller, slovenski astronom in fizik, * 31. oktober 1792, Bohinjska Bistrica, † 19. september 1866, Dunaj
Bil je izvoljeni član Cesarske akademije znanosti. Umrl je zaradi kolere.